# Lingulinella
Lingulinella es un género de foraminífero bentónico considerado un sinónimo posterior de Lingulonodosaria de la Subfamilia Ichthyolariinae, de la familia Ichthyolariidae, de la superfamilia Robuloidoidea, del suborden Lagenina y del orden Lagenida. Su especie tipo era Lingulinella arctica. Su rango cronoestratigráfico abarcaba el Pérmico.

## Discusión
Clasificaciones más modernas incluirían Lingulinella en la Familia Nodosariidae.

## Clasificación
Lingulinella incluía a la siguiente especie: 
- Lingulinella arctica †